# ICAR Acrobatic
ICAR Acrobatic a fost un avion biplan biloc destinat antrenamentului și acrobației aeriene, fabricat la ICAR București. Avionul este de construcție mixta lemn-metal, fiind acoperit integral cu pânză.

## Istoric
Prototipul avionului ICAR Acrobatic a fost prezentat pentru prima oară publicului în anul 1936 de către cunoscutul pilot de acrobație Constantin Cantacuzino cu ocazia unui miting aviatic internațional organizat pe aerodromul Băneasa. Datorita manevrabilității sale deosebite și motorului puternic putea efectua toată gama de figuri de înaltă acrobație.
Deși caracteristicile și performanțele de zbor ale aparatului ICAR Acrobatic îl situau printre avioanele foarte reușite din categoria sa, acesta nu a fost produs în serie.

## Caracteristici (ICAR Acrobatic)

### Caracteristici generale
Echipaj: 2 piloți
Caracteristici tehnice:
- Lungime: 8,5 m
- Anvergură: 8,4 m
- Înălțime: 2,6 m
- Suprafață portantă: 20,22 m
- Masă (gol): 760 kg
- Masă (gata de zbor): 980 kg
- Motor: 1 x Siddeley Lynx MK-4 (225 CP)

### Performanțe
- Viteză maximă: 215 km/h

- Viteză minimă: 85 km/h
- Rază de acțiune: 530 km
- Plafon de zbor: 6000 m

## Utilizatori
- Regatul României